# Withania frutescens
Withania frutescens is een soort uit de nachtschadefamilie (Solanaceae). Deze komt voor op de Canarische Eilanden, in de centraal-westelijke delen van Portugal, in Oost- en Zuid-Spanje, op de Balearen en in Noordwest-Afrika.